# Leopold II. Belgijski
Leopold II. (fra. Léopold Louis Philippe Marie Victor, niz. Leopold Lodewijk Filips Maria Victor; Bruxelles, 9. travnja 1835. – Laeken, 17. prosinca 1909.) bio je kralj Belgije. On je drugi sin kralja Leopolda I., koga je naslijedio 1865. i ostao na prijestolju do smrti 1909. Bio je brat Šarlote, carice Meksika i bliski rođak kraljice Viktorije.
Najpoznatiji je kao osnivač i jedini vlasnik Slobodne Države Kongo, njegovog osobnog privatnog projekta. Ova kvazi-država uključivala je teritorij današnje Demokratske Republike Kongo. Nad domaćim stanovništvom vršena su masovna ubojstva i genocid. Eksploatacija gume i bjelokosti u Kongu temeljila se na prisilnom radu, što je rezultiralo smrću deset milijuna Kongoanaca. Kongo je bio njegova osobna domena i njegov osobni poslovni projekt. Bio je prijatelj s Henryjem Mortonom Stanleyem, istraživačem Afrike. Poljsko-britanski pisac Joseph Conrad napisao je svoju čuvenu pripovijetku “Srce tame” nakon što je plovio rijekom Kongo 1890. i vidio zvjerstva koja Leopoldov režim provodi pod izlikom širenja progresa i civilizacije.  Vijesti o genocidu s vremenom su došle do Europe. Jedan od prvih koji su progovorili o Leopoldovoj tiranskoj vladavini Kongom bio je američki vojnik James Washington Williams – opisujući ih u pismu predsjedniku SAD-a, prvi je upotrijebio izraz “zločin protiv čovječnosti”.
Pod pritiskom belgijske, europske i svjetske javnosti, Leopold II. bio je 1908. prisiljen ustupiti Slobodnu Državu Kongo belgijskoj državi.
Oženio se 22. kolovoza 1853. s Mariom Henriettom Annom von Habsburg-Lorraine, nadvojvotkinjom od Austrije. S njom je imao tri kćeri i jednog sina koji je umro u dobi od 10 godina. Imao je još 2 izvanbračna sina s francuskom prostitutkom koju je oženio 5 dana prije smrti.
U Belgiji su za njegova vremena izgrađena mnoga reprezentativna zdanja u Bruxellesu, Ostendeu i Antwerpenu. Ipak, bio je vrlo nepopularan kralj među svojim podanicima.
Naslijedio ga je njegov nećak, Albert Leopold (kralj Albert I. Belgijski).